# Trzy Gracje (obraz Rafaela)
Trzy Gracje – obraz Rafaela namalowany w latach 1504–1505. Znajduje się w Musée Condé w Chantilly. Prawdopodobnie obraz ten tworzył dyptyk wraz ze Snem Rycerza. Złote jabłka trzymane przez Gracje są prawdopodobnie symbolami nieśmiertelności, którą można zdobyć po wybraniu drogi cnoty.